# C. Benz Söhne

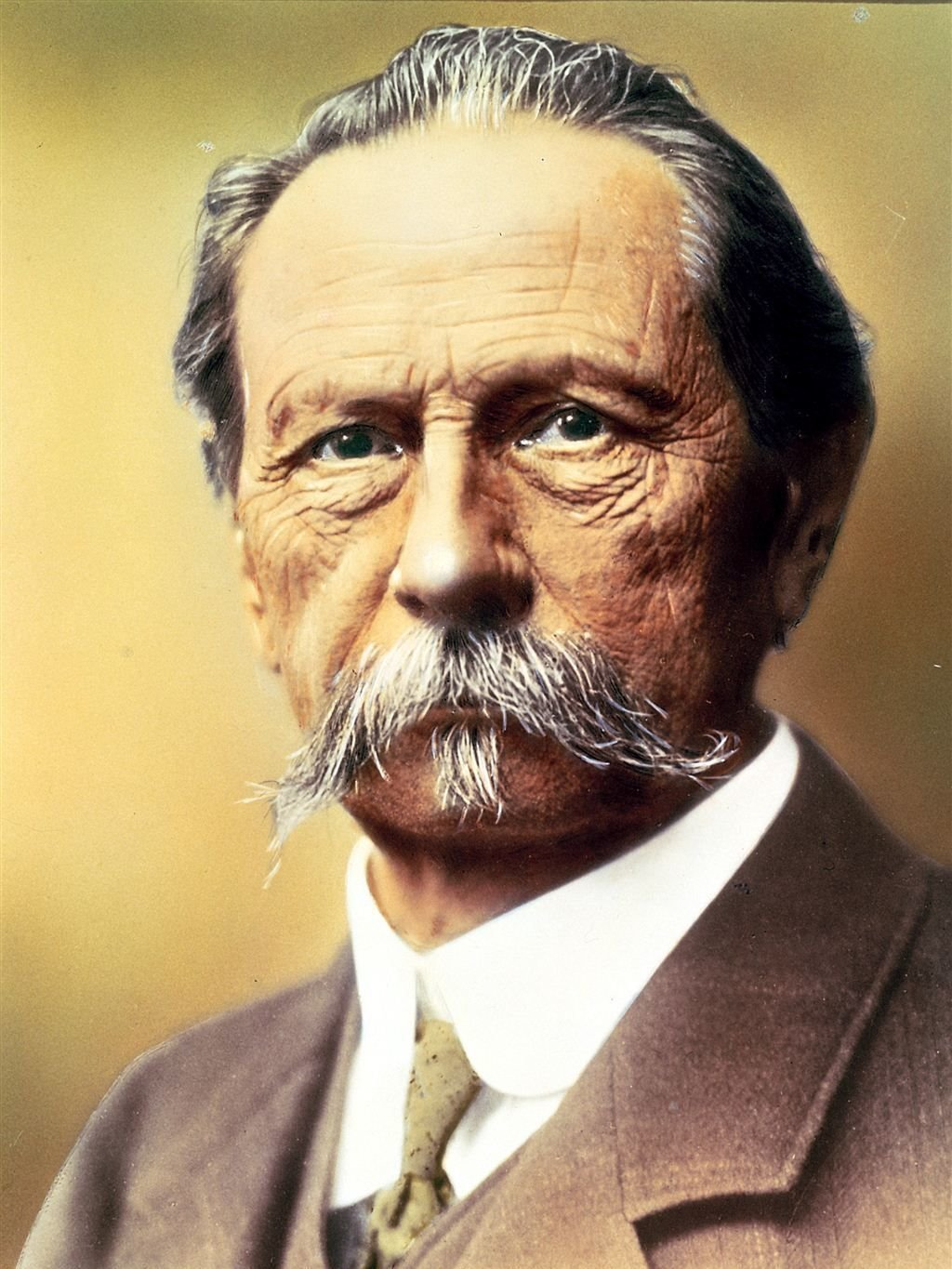
Carl Benz (1844–1929)

C. Benz Söhne byla firma vyrábějící automobily, kterou založil 9. června 1906 Carl Benz se svým synem Eugenem v Ladenburgu. Carl Benz se už v roce 1903 nepohodl s vedením jím založené firmy Benz & Cie. v Mannheimu. Chtěl tedy začít znovu a hlavně vést svou vlastní politiku ohledně jím vyráběných vozů.
V roce 1908 se dalším společníkem stal druhý syn Richard Benz. Ještě v roce 1906 vznikl prototyp vozu 10/18 PS, s nímž dosáhla firma úspěchu v závodě o Cenu prince Jindřicha v roce 1909. Vůz dosahoval při zkouškách rychlosti 90 km/h. V tomto roce 1909 začala sériová výroba modelu 10/18 PS, Serie B.
V roce 1912 firmu opustil Carl Benz, kterému mezitím vedení Benz & Cie. opět nabídlo post v dozorčí radě. Společnost C. Benz Söhne tedy přenechal na starost oběma svým synům. Až do první světové války nabízela C. Benz Söhne v podstatě jen jediný model osobního vozu, ten byl však neustále vylepšován. Počty vyrobených i prodaných vozů však zůstávaly malé.
V roce 1913 bylo rozhodnuto o výrobě vozů s motory s šoupátkovým rozvodem systému Hanriot. Tyto motory byly dalším zdokonalením motorů koncepce C. Y. Knighta. K sériové výrobě těchto vozidel ale nedošlo.
Po první světové válce byla opět obnovena výroba předválečných automobilů, ta však byla na přelomu let 1923/24 kvůli nerentabilitě ukončena. Od té doby až do roku 2010 byla firma „jen“ dodavatelem pro automobilový průmysl. Sídlila ale v nových moderních halách v Ladenburgu. Její staré budovy se i díky finanční podpoře firmy DaimlerChrysler AG staly soukromým muzeem Dr. Carla Benze. Celkově ve starých budovách v Ladenburgu vzniklo přibližně 300 vozidel. Zajímavostí je, že poslední dva vyrobené automobily vyrobil Benz pro svoji potřebu. Oba vozy dnes součástí sbírky muzea.

## Modely

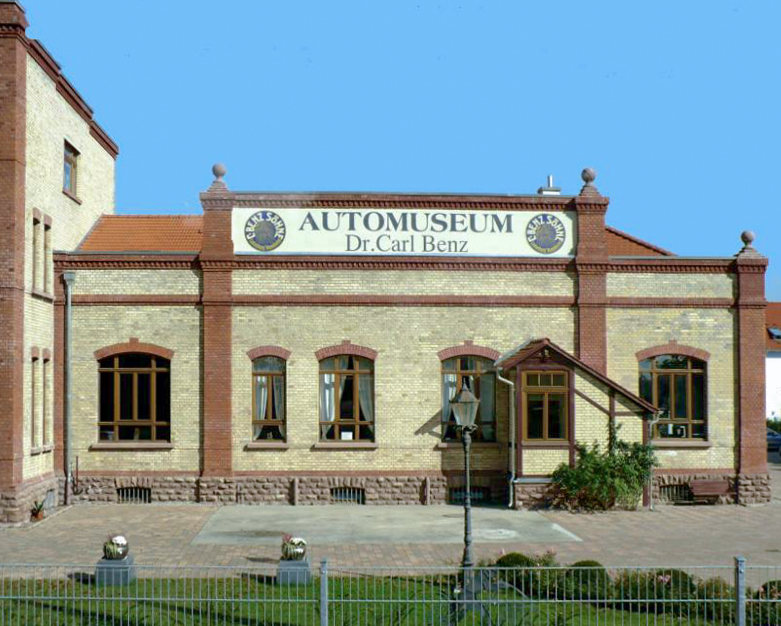
Muzeum Dr. Carla Benze

Všechny automobily firmy byly osazeny řadovými čtyřválcovými zážehovými motory chlazenými vodou.
| Typ                         | Výroba    | Objem    | Výkon                  | Max. rychlost |
| --------------------------- | --------- | -------- | ---------------------- | ------------- |
| Serie B (10/18 PS)          | 1909-1910 | 2608 cm³ | 18 k (13,2 kW)         | 85 km/h       |
| Serie C, D, E, F (10/22 PS) | 1910-1911 | 2608 cm³ | 22 k (16,2 kW)         | 70 km/h       |
| Serie G, H, J, K (10/26 PS) | 1910-1914 | 2608 cm³ | 26 k (19,1 kW)         | 80 km/h       |
| Serie L (14/42 PS)          | 1912-1923 | 3560 cm³ | 42 PS (30,9 kW)        | 85 km/h       |
| Serie A (8/20 PS / 8/25 PS) | 1913-1923 | 2090 cm³ | 20-25 k (14,7-18,4 kW) | 75 km/h       |
| Serie M (10/30 PS)          | 1914-1921 | 2608 cm³ | 30 k (22 kW)           | 85 km/h       |